# Sascha Klör
Sascha Klör (* 16. August 1985 in Krefeld) ist ein ehemaliger deutscher Tennisspieler.

## Karriere
Sascha Klör spielte unregelmäßig professionelle Tennisturniere. Sein erstes Event spielte er im Jahr 2002 auf der drittklassigen ITF Future Tour. 2005 konnte er bei einem solchen Turnier im Einzel erstmals das Finale erreichen, was ihm in diesem Jahr noch drei weitere Male gelang, im Doppel gewann er zwei seiner drei Titel der Karriere. Ende des Jahres stand er im Doppel mit Platz 578 auch auf seinem höchsten Wert in der Tennisweltrangliste. Bei seinem zweiten Turnier der ATP Challenger Tour in Doha konnte er auf Anhieb ohne Satzverlust das Halbfinale erreichen und gleich zwei Top-200-Spieler besiegen, ehe er Olivier Patience unterlag. Im Juni 2006 stieg er im Einzel auf Platz 375, seinen Karrierehöchstwert.
Nach einer weniger erfolgreichen Zeit gewann Klör 2008 im Einzel seine zwei einzigen Titel sowie im Doppel seinen dritten und letzten Titel. Nachdem er in München 2008 noch in der Qualifikation gescheitert war, konnte er im Folgejahr dort seine drei Matches gewinnen und ins Hauptfeld einziehen und so seine Premiere auf der ATP Tour feiern. In der ersten Runde verlor er gegen den späteren Turniersieger Tomáš Berdych. Darüber hinaus konnte er sich für kein ATP-Event mehr qualifizieren. Sein letztes Turnier spielte er 2012.
In der 1. und 2. Tennis-Bundesliga Tennis spielte Klör bis 2017 unregelmäßig für den TC Blau-Weiss Neuss.